# Greeley (Iowa)
Greeley és una població dels Estats Units a l'estat d'Iowa. Segons el cens del 2000 tenia 276 habitants.

## Demografia
Segons el cens del 2000, Greeley tenia 276 habitants, 112 habitatges, i 84 famílies. La densitat de població era de 280,4 habitants/km².
Dels 112 habitatges en un 26,8% hi vivien nens de menys de 18 anys, en un 58% hi vivien parelles casades, en un 11,6% dones solteres, i en un 25% no eren unitats familiars. En el 23,2% dels habitatges hi vivien persones soles el 13,4% de les quals corresponia a persones de 65 anys o més que vivien soles. El nombre mitjà de persones vivint en cada habitatge era de 2,46 i el nombre mitjà de persones que vivien en cada família era de 2,86.
Per edats la població es repartia de la següent manera: un 22,1% tenia menys de 18 anys, un 8% entre 18 i 24, un 27,2% entre 25 i 44, un 26,8% de 45 a 60 i un 15,9% 65 anys o més.
L'edat mediana era de 41 anys. Per cada 100 dones de 18 o més anys hi havia 92 homes.
La renda mediana per habitatge era de 35.000 $ i la renda mediana per família de 41.250 $. Els homes tenien una renda mediana de 28.750 $ mentre que les dones 19.500 $. La renda per capita de la població era de 15.508 $. Entorn del 9,1% de les famílies i el 10,2% de la població estaven per davall del llindar de pobresa.

## Poblacions més properes
El següent diagrama mostra les poblacions més properes.